# Râul Felța
Râul Felța sau Râul Florești este un curs de apă, afluent al râului Laslea. 

## Hărți
- Harta județului Sibiu